# Albrecht 2. af Brandenburg
Albrecht 2. af Brandenburg (født ca. 1177, død 25. februar 1220) var markgreve af Brandenburg fra 1205 til 1220. 
Otto tilhørte huset Askanien og blev den fjerde markgreve af Brandenburg efter sin far Otto 2. af Brandenburg. Han blev efterfulgt som markgreve af sin sønner Johan 1. og Otto 3.